# كاني سيدمراد (مقاطعة ديواندرة)
كاني سيدمراد (بالفارسية: کانی سیدمراد) هي قرية تقع في قسم سارال الريفي (مقاطعة ديواندرة) في إيران. يقدر عدد سكانها بـ 68 نسمة بحسب إحصاء 2016.